# 쿠타 (메소포타미아)

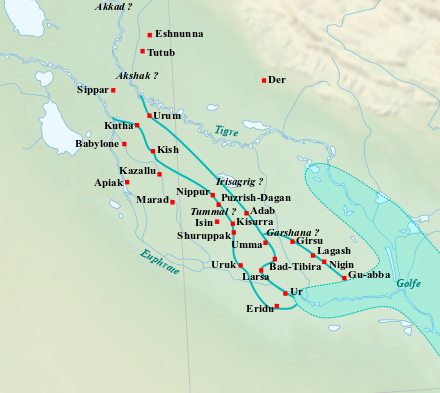

쿠타(수메르어 구두아, 현재 텔 이브라힘)는 이라크에 있는 수메르 문명의 고대 도시로 니푸르의 북쪽, 유프라테스강 상류의 동쪽 지류의 오른쪽 제방에 위치한다. 그 곳은 네르갈의 종교도시로 네르갈은 지하세계의 신을 뜻하였다. 쿠타는 또 수메르의 지하 세계 이르칼라의 수도였다고 전해진다.
북이스라엘 왕국 멸망 이후 신아시리아 제국에 의해 사마리아인들이 정착하게 되었다.